# Roger Ier de Laon
Pour les articles homonymes, voir Roger Ier.
Roger Ier, mort en 926, fut un comte du début du Xe siècle qui acquit notamment le comté de Laon.
Son origine familiale, n'est pas connue, mais l'onomastique suggère une parenté proche de la famille des Hugonides, dont fait partie le comte Roger du Maine († 900). Il serait également proche de Hugues († 900-6), comte de Bassigny, lequel est le descendant d'un Hugues cité en 881. Lui, et de façon certaines ses descendants, avaient aussi des honneurs entre le Perthois, le Bolenois et l'Ornois.
On ne sait à quelle date il reçut le comté de Laon peut-être dès l'exécution du comte Gautier de Laon, en 892, dont il aurait ensuite épousé la veuve.
En 922, le marquis robertien Robert Ier se révolte contre le roi Charles III le Simple et se proclame roi. Au printemps 922, la ville de Laon est assiégée et prise.
Il est cité en 923, quand le comte Herbert II de Vermandois occupa le Rémois. Inquiets de cette puissance montante, les barons locaux, parmi lesquels Roger, appelèrent le roi Raoul à leur secours. Raoul mit un terme momentané aux ambitions d'Herbert, mais lui donna la ville de Péronne, car ce dernier gardait dans ses geôles le roi Charles III le Simple lequel pouvait ainsi susciter à tout moment un opposant à Raoul. Roger mourut trois ans plus tard.
Il avait épousé une Heilwide. De son mariage avec Roger, elle donna naissance à Roger II († 942), comte de Laon, et peut-être un autre descendant[réf. souhaitée], d'où serait issu Hugues († vers 977), évêque de Beauvais.
Une première tradition, aujourd'hui dépassée, faisait de cette Heilwide une fille d'Eberhard, marquis de Frioul, et de Gisèle, et donc veuve d'Hucbald de Gouy, comte d'Ostrevent et de Senlis. Mais cela signifierait que née avant 850-855, elle aurait eu Roger II à l'âge d'au moins 40 ans, ce qui est possible, mais peu vraisemblable. Avec cette chronologie, Roger Ier serait né au plus tard en 855-860, ce qui lui fait 70 ans en 926 à sa mort en pleine activité, solution également assez peu plausible.
Aussi une autre identification est  désormais proposée : Helvide, femme de Roger serait fille d'Hucbald de Gouy et d'Helvide du Frioul. Le premier mari de cet Helvide serait Gautier († 892), comte de Laon, lequel serait le père de Raoul Ier de Vexin, qui eut probablement un fils du nom de Gautier.
Le poème d'Abbon sur le siège de Paris fait apparaître un comte Roger, neveu de Hugues de Bourges, lui même possessionné en Perthois, et que certains auteurs ont rapproché avec Roger de Laon,.

## Sources
- Christian Settipani, « Les vicomtes de Châteaudun et leurs alliés », dans Onomastique et Parenté dans l'Occident médiéval, Oxford, Linacre College, Unit for Prosopographical Research, coll. « Prosopographica et Genealogica / 3 », 2000, 310 p. (ISBN 1-900934-01-9), p. 247-261.
- Christian Settipani, La Préhistoire des Capétiens (Nouvelle Histoire généalogique de l'auguste maison de France, vol. 1), Villeneuve-d'Ascq, éd. Patrick van Kerrebrouck, 1993, 545 p. (ISBN 978-2-95015-093-6), p. 312.
- Foundation for Medieval Genealogy Comtes de Laon et de Basigny.
- Ph. Lauer, Robert Ier et Raoul de Bourgogne, rois de France (923-936).
- Pierre Feuchère, La Pévèle, du IXe au XIIIe siècle. Étude de géographie historique. Revue du Nord, tome 33, n°129, janvier-mars 1951, p. 44-55.